# Хорхе Рандо
Хорхе Рандо (ісп. Jorge Rando; нар. 3 липня 1941, Малага) — іспанський художник і скульптор, котрий пов'язаний з художнім напрямком неоекспресіонізму.

## Коротка біографія
Народився в Малазі, художник міцно пов'язаний з Німеччиною — країною, до якої він відправився в 20 років, після отримання філософської освіти. Німецька центральноєвропейська культура стала значущою для формування його поглядів протягом найважливіших стадій художньої і життєвої еволюції.
В молодості художник проживав у Кельні, пізніше у 1984 році разом зі своєю дружиною повертається до Малаги, де освоюється і розпочинає свій творчий цикл в Іспанії. Хорхе Рандо вважається одним із найбільш визнаних на міжнародному рівні іспанських художників 60-х років. Він презентував свої роботи в галереях і на виставках сучасного мистецтва, а також в фондах національних і міжнародних музеїв.
Його книжки знаходяться в університетах і бібліотеках Іспанії, Європи, США та інших країн.
Трансляція Страсного Тижня в Малазі виконана вперше в онлайн режимі і фінансована мерією Малаги, була ілюстрована Хорхе Рандо. Користувачі мережі завантажили більше 90 000 картин художника. В 2006 році він отримує приз від Антикварного Фонду за його вклад експресіонізму в Іспанії. В тому ж році художник отримав нагороду в сфері сучасного мистецтва від Tertulia Ilustrada, в Мадриді.
В 2007 році в Мадриді отримав нагороду за творчість. Фонд Альваро Мутіс вручає нагороду за творчість 2007. Золота Книга Пластики. ЮНЕСКО (Париж). Національна бібліотека Іспанії (Мадрид) купує картини художника для своєї колекції.
Малага присвятила в 2008 році дві великі виставки. Одна з них відноситься до релігійної діяльності Хорхе Рандо (картини, ескізи і скульптури), яка була розміщена в престижних залах єпископського палацу. А на другій виставці були витвори останніх 30 років(живописи, графіки і скульптури) в Муніципальному музеї. В тому ж році Асоціація малазьких письменників дає йому нагороду "Художник року".
В 2009 році відбулося відкриття першого музею під відкритим небом в Малазі, в Саді Собору Назарі, з сімома великими скульптурами, виготовленими з металу і дерева, деякі з них мали вагу понад дві тонни, а також одна скульптурна група, яка складалась з восьми частин. Також художник виконав 25 ескізів вітражів собору Малаги на замовлення Д. Франциска Гарсія Мота.
В 2010 році художник зробив скульптуру, яку SIGNIS вручив фільму Circuit. Він також брав участь в іспанському кінофестивалів 2011 році і продовжуватиме свою участь впродовж довгих років. У Ректорських Залах Університету Малаги «La mirada ascetica en la pintura» відкрилася персональна виставка проституції, яка пізніше відправилася до Ню-Йорку, де була виставлена в Музей-Фонді Габаррон, після цього повернулась до Мадриду, щоб почати свою подорож різними містами Німеччини.
В 2011 році Club de Medios вручає художнику премію мистецтв Персефоне, як художнику року. В тому ж році він зробив виставку, яка переміщувалися від міста до міста: Ізерлон, Віттен, Гамбург, Ганновер, Кельн і Берлін.
Хорхе Рандо — перший католицький художник, який експонується в «Evangelische Kirche in Deutschland» (EKD), презентує картину великого формату, яка буде заповнювати капелу в штаб-квартирі EKD Ханса-Ульриха-Анке, президент «des Kirchenamtes». Витвір належить до циклу «Страсті в живописі Рандо». Відкриття музею в Сан-Рамон Нонато (Малага), присвячений існуючій реальності маргінального і жорстокій поведінці.
В 2012 році художник продовжує свою серію виставок, запланованих на цей рік в Іспанії, Німеччині і США. Вчитель продовжує працювати над скульптурами, які завершують «Сад усвідомленості». Народжується проект «Хорхе Рандо і Мережа Carpet Experience», який зосереджений на інтеграції в мистецтво вуличної молоді і знедоленців. Майстер також провів декілька семінарів на тему живопису в Іспанії і Німеччині.
В 2013 році до публічного оголошення Страсного Тижня в Малазі(одна з найбільш важливих подій в місті) Хорхе встановлює експозицію, яка займатиме весь Театр Сервантес в столиці. Пізніше ця могутня установка складалась із 33 експонатів. Музей під відкритим небом Сан-Рамон Нонато був збільшений в Малазі. Художник проводить різні виставки, заплановані в Малазі і Німеччині. Розпочинає роботу, яка складалась із 3-рьох настінних розписів за розміром приблизно 30 метрів квадратних кожна, на тему «Light».
В 2014 році в Малазі, в монастирі Матері Милосердя, в районі Molinillo, відкрив свої двері Музей Хорхе Рандо, де буде розміщена робота художника, також штаб-квартира Фонду з однойменною назвою, котра буде займатись вивченням Експресіонізму у всіх його проявах.
В 2015 році цей новий цикл експонує свої вертикальні ландшафти і дуже велику виставку мініатюр, котрі відносяться до циклу "Пейзажі" в просторі Музею Хорхе Рандо в Малазі. В цьому році художник отримав премію мистецтв, Зірка Фенікса, в Малазі. Співпрацює з 25-тьма художниками Берлінського університету мистецтв, котрі переміщуються в Малагу, з генеральним директором УДК, професором Lucander, щоб працювати в майстерні разом з майстром піонерського глобального проекту, результати якого тимчасово виставляються в залах Музею Хорхе Рандо. Отримує від асоціації письменників Малаги "Друзі Малаги" премію Музей Року 2015.
Мистецтво Хорхе Рандо характеризується дуже сильним спотворенням форми, кольору і емоції і присутністю жесту і лінії. Різноманітні цикли в його картинах дуже обширні. Наприкінці 60-х і на початку 70-х виділяються деякі цикли, такі як, проституція, материнство, журба, тварини, пейзажі, Африка і т. д.
Ще один важливий аспект його праць — це релігійне виробництво, яке також вбирає в себе конфігурацію основних тем західного мистецтва. Хорхе Рандо на даний час живе і працює в Малазі і Гамбурзі.

## Коротка бібліографія
- Begegnung Käthe Kollwitz Jorge Rando. Друк Fundación Jorge Rando. Málaga 2014. Текст Carmen Pallarés.
- Pensamientos y Reflexiones. Jorge Rando. Друк Fundación Jorge Rando. Málaga 2014. Текст Jorge Rando.
- La mirada ascética en la pintura. Друк Universidad de Málaga. Málaga 2010. Текст Enrique Castaños, Antonia María Castro, Carmen Pallarés, Rosa Martínez de Lahidalga, Julia Sáez-Angulo і Juan Maldonado.
- Cuadernos de Hamburgo. Dibujos y acuarelas. Друк Víctor i Fills Art Gallery S.L. Madrid 2010. Текст Carmen Pallarés.
- La fuerza de la expresión. Друк Ayuntamiento de Málaga. Málaga 2008. Текст Enrique Castaños, Carmen Pallarés і Julia Sáez-Angulo.
- La Pasión en la pintura de Rando. Друк Fundación Unicaja Málaga 2008. Текст Enrique Castaños, Carmen Pallarés, Juan Antonio Paredes і María Angeles Calahorra.
- Maternidades. Друк Fundación Unicaja. Málaga 2007. Текст Enrique Castaños.
- Pintarradas. Ediciones Trea. Gijón 2007. Текст Marcos Ricardo Barnatán.
- Rando ¡Más luz! Ediciones Trea. Gijón 2007. Текст Carmen Pallarés. Colaboraciones de Julia Sáez-Angulo и Evelyn Sion.
- Paisajes de pintura. Editorial Síntesis. Madrid 2006. Текст Carmen Pallarés и Rosa Martínez de Lahidalga.
- La teología de la Expresión. Печать Fundación Cajasur. Córdoba 2005. Текст Rafael Salas.
- Color con alma. Печать GF Fauna's. Madrid 2004. Текст Carmen Pallarés.
- Las Golondrinas y el mar. Sagama Ediciones. Málaga 1999. Поэмы Rafael Salas. Иллюстрации Jorge Rando.

## Останні виставки
- 2004 Галерея Ігнаціо де Лассалета, Барселона. Фонд Карлос де Амберес, Мадрид. Ярмарок сучасного мистецтва, Париж. Ярмарок сучасного мистецтва, Кельн. Експозиція, Лісабон.
- 2005 Ярмарок, Ню-Йорк. Галерея Фауна'c, Мадрид. Зала сучасного мистецтва, Страсбург, Фонд КухаСур, Кордоваю
- 2006 Ярмарок сучасного мистецтва, Маямі. Ярмарок сучасного мистецтва, Мадрид. Галерея Атта, Мадрид. Виставка Буенос-Айрес.
- 2007 Фонд Антикварія, Мадрид. Ярмарок сучасного мистецтва Мадрид, Галерея Фауна'с, Мадрид. Фонд Уникаха, Малага.
- 2008 Муніципальний музей, Малага. Єпископський Дворик, Малага. 25 ескізів вітражів собору Малаги, Малага.
- 2009 Галерея Victor i Fills, Мадрид. Музей Кальвія, Майорка. Урочисте відкриття Саду Назарі біля собору, Малага. Виставка в "Sala Noble", Малага.
- 2010 Музей-Фонд Габбарон, Ню-Йорк, Ректорська Зала Університету Малаги. Галерея Магнус П. Гердсен, Гамбург. Ярмарок сучасного мистецтва Мадрид.
- 2011 Галерея Victor i Fills, Мадрид. Рухома виставка в Ізерлон, Віттен, Гамбург, Ганновер, Кельн і Берлін.
- 2012 Галерея Victor i Fills, Мадрид. Виставка в Полігоно Галерея, Марбелія. Виставка в Scholoss Merode, Німеччина. Галерея Магнус П. Гердсен, Гамбург.
- 2013 Розширення музею під відкритим небом Сан-Рамон Нонато, Малага. Установка скульптури в театрі Сервантес, Малага.
- 2014 Відкриття Музею Хорхе Рандо з 120-тьма працями, Малага.
- 2015 Виставка Вертикальні Горизонти, Малага. Виставка Світло Квітів, Малага.